# 晉朝司州行政區劃
司州在西晉初稱為司隸，太康元年（280年）晉滅吳以後，全國分為十九個州部，在司隸地區設置司州。管轄範圍相當於現在的河北省南部、河南省北部、山西省西南部、陝西省東南部和山東省西北一隅。治所首都洛陽縣（今河南省洛陽市）。
永嘉五年（311年）六月，漢趙國主劉聰派遺劉曜、王彌攻破洛陽，俘獲晉帝司馬熾，司州大半淪沒於胡，東晉初全境易手。
永和五年（349年）及太元九年（384年）曾短暫收復，數年後又失，義熙十二年（416年）劉裕北伐，收復司州黃河以南地區。

## 西晉

### 郡級行政區
晉朝建國後，繼承曹魏司隸的河南、河內、弘農、河東、平陽、野王、原武、魏郡、陽平、廣平10郡。其後泰始二年（266年）廢野王、原武2郡，分河南郡置滎陽、陽翟2郡（陽翟郡不久廢郡），分河內郡置汲郡，分魏郡及廣平郡置頓丘郡，分雍州京兆郡置上洛郡。太康年間（280-289），計有12郡，100縣。
河南郡
曹魏為河南尹。晉朝建國後改稱河南郡。郡治洛陽縣（今河南省洛陽市東北）。初領洛陽、鞏縣、河陰、成皋、緱氏、新城、偃師、梁縣、新鄭、穀城、陽翟、滎陽、京縣、密縣、苑陵、中牟、開封17縣。晉初廢偃師、穀城2縣。泰始二年（266年）滎陽、京縣、苑陵、中牟、開封5縣移屬滎陽郡，陽翟、密縣2縣移屬陽翟郡（旋廢，陽翟縣來隸）；弘農郡新安、陸渾2縣及潁川郡陽城縣來隸。晉末領洛陽、河南、鞏、河陰、成皋、緱氏、陽城、新城、梁、新安、陸渾、陽翟12縣。永嘉五年（311年）六月漢國攻破洛陽縣。
弘農郡
曹魏舊郡。郡治弘農縣（今河南省靈寶市北），領弘農、陝縣、黽池、宜陽、盧氏、湖縣、華陰、新安、陸渾9縣。泰始二年（266年）盧氏縣移屬上洛郡，大約同時新安、陸渾2縣移屬河南郡。晉末領弘農、湖、陝、宜陽、黽池、華陰6縣。永嘉五年（311年）為劉曜攻陷。
平陽郡
曹魏舊郡。郡治平陽縣（今山西省臨汾市西），領平陽、楊縣、永安、蒲子、狐讘、襄陵、絳邑、臨汾、北屈、皮氏10縣。晉初河東郡端氏、濩澤2縣來隸。
晉末領平陽、楊、端氏、永安、蒲子、狐讘、襄陵、絳邑、濩澤、臨汾、北屈、皮氏12縣。永嘉二年（308年）為劉淵所攻陷。
河東郡
曹魏舊郡。郡治安邑縣（今山西省夏縣西），領安邑、聞喜、東垣、汾陰、大陽、猗氏、解縣、蒲坂、河北、濩澤、端氏11縣。晉初端氏、濩澤2縣移屬平陽郡。晉末領安邑、聞喜、東垣、汾陰、大陽、猗氏、解、蒲坂、河北9縣。永嘉二年（308年）為劉淵所攻陷。
河內郡
曹魏舊郡。郡初治懷縣（今河南省武陟縣西北），泰始二年（266年）左右移治野王縣（今河南省沁陽市），領懷縣、河陽、軹縣、溫縣、州縣、平皋、山陽、武德、修武、汲縣、共縣、獲嘉、朝歌、林慮14縣。泰始二年（266年）以汲縣、朝歌、共縣、林慮、獲嘉5縣移屬汲郡，野王郡野王、沁水2縣來隸。太康年間（280-289）脩武縣移屬汲郡。晉末郡治移往懷縣（今河南省武陟縣西北），領野王、州、懷、平皋、河陽、軹、山陽、溫、武德、沁水10縣。永嘉四年（310年）為石勒所攻陷。
廣平郡
曹魏舊郡。郡初治曲梁縣（今河北省曲周縣西北），後移至廣平縣（今河北省曲周縣北），領曲梁、廣平、易陽、武安、涉縣、南和、平恩、邯鄲、襄國、任縣、曲周、列人、廣年、斥章、肥鄉、臨水16縣。晉初省曲周縣。晉末領廣平、邯鄲、易陽、武安、涉、襄國、南和、任、曲梁、列人、肥鄉、臨水、廣年、斥漳、平恩15縣。永嘉二年（308年）為石勒所攻陷，六年（312年）為西晉收復，建興元年（313年）石勒再次攻陷。
陽平郡
曹魏舊郡。郡初治館陶縣（今河北省館陶縣），後移至元城縣（今河北省大名縣東），領館陶、元城、清淵、衛縣、發干、東武陽、頓丘、陽平、樂平9縣。泰始二年（266年）頓丘、衛縣2縣移屬頓丘郡；省發干、樂平2縣，太康年間復置。晉末領元城、館陶、清淵、東武陽、陽平、發干、樂平7縣。永嘉二年（308年）為石勒所攻陷，六年（312年）為西晉收復，建興元年（313年）石勒再次攻陷。
魏郡
曹魏舊郡。郡治鄴縣（今河北省磁縣北），領鄴縣、繁陽、內黃、魏縣、黎陽、陰安、斥丘、蕩陰8縣。晉初置長樂、安陽2縣。泰始二年（266年）繁陽、陰安2縣移屬頓丘郡，鄴縣改名臨漳縣（313年改名）。晉末領臨漳、魏、斥丘、蕩陰、內黃、黎陽、長樂、安陽8縣。永嘉二年（308年）為石勒所攻陷，六年（312年）為西晉收復，建興元年（313年）石勒再次攻陷。
滎陽郡
曹魏時曾置郡，後廢。泰始二年（266年）以河南郡滎陽、京縣、苑陵、中牟、開封5縣及原武郡原武、卷縣、陽武3縣復置滎陽郡。郡治滎陽縣（今河南省滎陽市東北）。後廢原武縣，陽翟郡密縣來隸。晉末領滎陽、京、密、卷、陽武、苑陵、中牟、開封8縣。
上洛郡
晉初置京兆南部都尉，領京兆郡東南部的上洛、商縣2縣。泰始二年（266年）以都尉所屬2縣及弘農郡盧氏縣置郡。郡治上洛縣（今陝西省商洛市商州區），領上洛、商縣、盧氏3縣。泰始三年（267年）置拒陽、豐陽2縣。太康年間（280-289）以前已廢拒陽、豐陽2縣。晉末領上洛、商、盧氏3縣。永嘉五年（311年）為劉曜攻陷。
汲郡
泰始二年（266年）以河內郡汲縣、朝歌、共縣、林慮、獲嘉5縣置郡。郡治汲縣（今河南省新鄉縣東北）。後河內郡脩武縣來隸。晉末領汲、朝歌、共、林慮、獲嘉、脩武6縣。永嘉四年（310年）為劉淵所攻陷。
頓丘郡
泰始二年（266年）以魏郡繁陽、陰安2縣及陽平郡頓丘、衛縣2縣置郡。郡治頓丘縣（今河南省內黃縣南）。晉末領縣同前。永嘉二年（308年）為劉淵所攻陷。
野王郡（廢除）
曹魏舊郡，領野王、沁水2縣。泰始二年（266年）左右廢郡，併入河內郡。
原武郡（廢除）
曹魏舊郡，領原武、卷縣、陽武3縣。泰始二年（266年）左右廢郡，併入滎陽郡。
陽翟郡（廢除）
泰始二年（266年）分河南郡置，領陽翟、密縣2縣，旋廢併入河南、滎陽2郡。

### 縣級行政區
| 司州（州治：洛陽縣）                                                               |                      |          |                            |                                              |                                                                                  |
| 說明：本表為西晉時期司州各郡所轄的縣份；以深灰色表示者，為曾經建置，後來廢除的縣份 |                      |          |                            |                                              |                                                                                  |
| 郡名 （縣數）                                                                      | 郡治                 | 縣名     | 今地位置(2012年12月)       | 隸屬郡國                                     | 備注                                                                             |
| 河南郡 （12）                                                                      | 洛陽縣               | 洛陽縣   | 今河南省洛陽市東北         | 河南郡(265-316)                              |                                                                                  |
| 河南郡 （12）                                                                      | 洛陽縣               | 河南縣   | 今河南省洛陽市             | 河南郡(265-316)                              |                                                                                  |
| 河南郡 （12）                                                                      | 洛陽縣               | 鞏縣     | 今河南省鞏義市西南         | 河南郡(265-316)                              |                                                                                  |
| 河南郡 （12）                                                                      | 洛陽縣               | 河陰縣   | 今河南省孟津縣北           | 河南郡(265-316)                              |                                                                                  |
| 河南郡 （12）                                                                      | 洛陽縣               | 成皋縣   | 今河南省滎陽市西           | 河南郡(265-316)                              |                                                                                  |
| 河南郡 （12）                                                                      | 洛陽縣               | 緱氏縣   | 今河南省偃師市南           | 河南郡(265-316)                              |                                                                                  |
| 河南郡 （12）                                                                      | 洛陽縣               | 新城縣   | 今河南省伊川縣西南         | 河南郡(265-316)                              |                                                                                  |
| 河南郡 （12）                                                                      | 洛陽縣               | 梁縣     | 今河南省汝州市東北臨汝鎮西 | 河南郡(265-316)                              |                                                                                  |
| 河南郡 （12）                                                                      | 洛陽縣               | 陽城縣   | 今河南省登封市東南         | 潁川郡(265-266?)→河南郡(266?-316)            |                                                                                  |
| 河南郡 （12）                                                                      | 洛陽縣               | 新安縣   | 今河南省澠池縣東           | 弘農郡(265-266?)→河南郡(266?-316)            |                                                                                  |
| 河南郡 （12）                                                                      | 洛陽縣               | 陸渾縣   | 今河南省嵩縣東北           | 弘農郡(265-266?)→河南郡(266?-316)            |                                                                                  |
| 河南郡 （12）                                                                      | 洛陽縣               | 陽翟縣   | 今河南省禹州市             | 河南郡(265-266)→陽翟郡(266)→河南郡(267?-316) |                                                                                  |
| 河南郡 （12）                                                                      | 洛陽縣               | 偃師縣   | 今河南省偃師縣東           | 河南郡(265-266?)                             | 晉初廢縣併入洛陽縣。                                                             |
| 河南郡 （12）                                                                      | 洛陽縣               | 穀城縣   | 今河南省洛陽市西           | 河南郡(265-266?)                             | 晉初廢縣併入洛陽縣。                                                             |
| 弘農郡 （6）                                                                       | 弘農縣               | 弘農縣   | 今河南省靈寶市北           | 弘農郡(265-316)                              |                                                                                  |
| 弘農郡 （6）                                                                       | 弘農縣               | 湖縣     | 今河南省靈寶市西           | 弘農郡(265-316)                              |                                                                                  |
| 弘農郡 （6）                                                                       | 弘農縣               | 陝縣     | 今河南省三門峽市           | 弘農郡(265-316)                              |                                                                                  |
| 弘農郡 （6）                                                                       | 弘農縣               | 宜陽縣   | 今河南省宜陽縣西           | 弘農郡(265-316)                              |                                                                                  |
| 弘農郡 （6）                                                                       | 弘農縣               | 黽池縣   | 今河南省洛寧縣西北         | 弘農郡(265-316)                              |                                                                                  |
| 弘農郡 （6）                                                                       | 弘農縣               | 華陰縣   | 今陝西省華陰市             | 弘農郡(265-316)                              |                                                                                  |
| 平陽郡 （12）                                                                      | 平陽縣               | 平陽縣   | 今山西省臨汾市西           | 平陽郡(265-316)                              |                                                                                  |
| 平陽郡 （12）                                                                      | 平陽縣               | 楊縣     | 今山西省洪洞縣東南         | 平陽郡(265-316)                              |                                                                                  |
| 平陽郡 （12）                                                                      | 平陽縣               | 端氏縣   | 今山西省沁水縣東北         | 平陽郡(265-316)                              |                                                                                  |
| 平陽郡 （12）                                                                      | 平陽縣               | 永安縣   | 今山西省霍州市             | 平陽郡(265-316)                              |                                                                                  |
| 平陽郡 （12）                                                                      | 平陽縣               | 蒲子縣   | 今山西省隰縣               | 平陽郡(265-316)                              |                                                                                  |
| 平陽郡 （12）                                                                      | 平陽縣               | 狐讘縣   | 今山西省永和縣西南         | 平陽郡(265-316)                              |                                                                                  |
| 平陽郡 （12）                                                                      | 平陽縣               | 襄陵縣   | 今山西省臨汾市東南         | 平陽郡(265-316)                              |                                                                                  |
| 平陽郡 （12）                                                                      | 平陽縣               | 絳邑縣   | 今山西省侯馬市東           | 平陽郡(265-316)                              |                                                                                  |
| 平陽郡 （12）                                                                      | 平陽縣               | 濩澤縣   | 今山西省陽城縣西北         | 平陽郡(265-316)                              |                                                                                  |
| 平陽郡 （12）                                                                      | 平陽縣               | 臨汾縣   | 今山西省臨汾市北           | 平陽郡(265-316)                              |                                                                                  |
| 平陽郡 （12）                                                                      | 平陽縣               | 北屈縣   | 今山西省吉縣北             | 平陽郡(265-316)                              |                                                                                  |
| 平陽郡 （12）                                                                      | 平陽縣               | 皮氏縣   | 今山西省河津市             | 平陽郡(265-316)                              |                                                                                  |
| 河東郡 （9）                                                                       | 安邑縣               | 安邑縣   | 今山西省夏縣西             | 河東郡(265-316)                              |                                                                                  |
| 河東郡 （9）                                                                       | 安邑縣               | 聞喜縣   | 今山西省聞喜縣             | 河東郡(265-316)                              |                                                                                  |
| 河東郡 （9）                                                                       | 安邑縣               | 東垣縣   | 今山西省垣曲縣東南         | 河東郡(265-316)                              |                                                                                  |
| 河東郡 （9）                                                                       | 安邑縣               | 汾陰縣   | 今山西省萬榮縣西南         | 河東郡(265-316)                              |                                                                                  |
| 河東郡 （9）                                                                       | 安邑縣               | 大陽縣   | 今山西省平陸縣             | 河東郡(265-316)                              |                                                                                  |
| 河東郡 （9）                                                                       | 安邑縣               | 猗氏縣   | 今山西省運城市西           | 河東郡(265-316)                              |                                                                                  |
| 河東郡 （9）                                                                       | 安邑縣               | 解縣     | 今山西省臨猗縣西南         | 河東郡(265-316)                              |                                                                                  |
| 河東郡 （9）                                                                       | 安邑縣               | 蒲坂縣   | 今山西省永濟市西           | 河東郡(265-316)                              |                                                                                  |
| 河東郡 （9）                                                                       | 安邑縣               | 河北縣   | 今山西省芮城縣西           | 河東郡(265-316)                              |                                                                                  |
| 河內郡 （10）                                                                      | 懷縣 ↓ 野王縣 ↓ 懷縣 | 野王縣   | 今河南省沁陽市             | 野王郡(265-266?)→河內郡(266?-316)            |                                                                                  |
| 河內郡 （10）                                                                      | 懷縣 ↓ 野王縣 ↓ 懷縣 | 州縣     | 今河南省沁陽市東           | 河內郡(265-316)                              |                                                                                  |
| 河內郡 （10）                                                                      | 懷縣 ↓ 野王縣 ↓ 懷縣 | 懷縣     | 今河南省武陟縣西北         | 河內郡(265-316)                              |                                                                                  |
| 河內郡 （10）                                                                      | 懷縣 ↓ 野王縣 ↓ 懷縣 | 平皋縣   | 今河南省溫縣東             | 河內郡(265-316)                              |                                                                                  |
| 河內郡 （10）                                                                      | 懷縣 ↓ 野王縣 ↓ 懷縣 | 河陽縣   | 今河南省孟縣西             | 河內郡(265-316)                              |                                                                                  |
| 河內郡 （10）                                                                      | 懷縣 ↓ 野王縣 ↓ 懷縣 | 軹縣     | 今河南省濟源市北           | 河內郡(265-316)                              |                                                                                  |
| 河內郡 （10）                                                                      | 懷縣 ↓ 野王縣 ↓ 懷縣 | 山陽縣   | 今河南省焦作市東北         | 河內郡(265-316)                              |                                                                                  |
| 河內郡 （10）                                                                      | 懷縣 ↓ 野王縣 ↓ 懷縣 | 溫縣     | 今河南省孟州市東           | 河內郡(265-316)                              |                                                                                  |
| 河內郡 （10）                                                                      | 懷縣 ↓ 野王縣 ↓ 懷縣 | 武德縣   | 今河南省武陟縣東           | 河內郡(265-316)                              |                                                                                  |
| 河內郡 （10）                                                                      | 懷縣 ↓ 野王縣 ↓ 懷縣 | 沁水縣   | 今河南省濟源市東           | 野王郡(265-266?)→河內郡(266?-316)            |                                                                                  |
| 廣平郡 （15）                                                                      | 曲梁縣 ↓ 廣平縣      | 廣平縣   | 今河北省曲周縣北           | 廣平郡(265-316)                              |                                                                                  |
| 廣平郡 （15）                                                                      | 曲梁縣 ↓ 廣平縣      | 邯鄲縣   | 今河北省邯鄲市             | 廣平郡(265-316)                              |                                                                                  |
| 廣平郡 （15）                                                                      | 曲梁縣 ↓ 廣平縣      | 易陽縣   | 今河北省邯鄲市東北         | 廣平郡(265-316)                              |                                                                                  |
| 廣平郡 （15）                                                                      | 曲梁縣 ↓ 廣平縣      | 武安縣   | 今河北省武安市             | 廣平郡(265-316)                              |                                                                                  |
| 廣平郡 （15）                                                                      | 曲梁縣 ↓ 廣平縣      | 涉縣     | 今河北省涉縣               | 廣平郡(265-316)                              |                                                                                  |
| 廣平郡 （15）                                                                      | 曲梁縣 ↓ 廣平縣      | 襄國縣   | 今河北省邢臺市             | 廣平郡(265-316)                              |                                                                                  |
| 廣平郡 （15）                                                                      | 曲梁縣 ↓ 廣平縣      | 南和縣   | 今河北省南和縣             | 廣平郡(265-316)                              |                                                                                  |
| 廣平郡 （15）                                                                      | 曲梁縣 ↓ 廣平縣      | 任縣     | 今河北省任縣東             | 廣平郡(265-316)                              |                                                                                  |
| 廣平郡 （15）                                                                      | 曲梁縣 ↓ 廣平縣      | 曲梁縣   | 今河北省曲周縣西北         | 廣平郡(265-316)                              |                                                                                  |
| 廣平郡 （15）                                                                      | 曲梁縣 ↓ 廣平縣      | 列人縣   | 今河北省肥鄉縣北           | 廣平郡(265-316)                              |                                                                                  |
| 廣平郡 （15）                                                                      | 曲梁縣 ↓ 廣平縣      | 肥鄉縣   | 今河北省肥鄉縣南           | 廣平郡(265-316)                              |                                                                                  |
| 廣平郡 （15）                                                                      | 曲梁縣 ↓ 廣平縣      | 臨水縣   | 今河北省磁縣               | 廣平郡(265-316)                              |                                                                                  |
| 廣平郡 （15）                                                                      | 曲梁縣 ↓ 廣平縣      | 廣年縣   | 今河北省邯郸市永年区東     | 廣平郡(265-316)                              |                                                                                  |
| 廣平郡 （15）                                                                      | 曲梁縣 ↓ 廣平縣      | 斥漳縣   | 今河北省曲周縣北           | 廣平郡(265-316)                              |                                                                                  |
| 廣平郡 （15）                                                                      | 曲梁縣 ↓ 廣平縣      | 平恩縣   | 今河北省丘縣西南           | 廣平郡(265-316)                              |                                                                                  |
| 廣平郡 （15）                                                                      | 曲梁縣 ↓ 廣平縣      | 曲周縣   | 今河北省丘縣東北           | 廣平郡(265-266?)                             | 晉初廢縣。                                                                       |
| 陽平郡 （7）                                                                       | 館陶縣 ↓ 元城縣      | 元城縣   | 今河北省大名縣東           | 陽平郡(265-316)                              |                                                                                  |
| 陽平郡 （7）                                                                       | 館陶縣 ↓ 元城縣      | 館陶縣   | 今河北省館陶縣             | 陽平郡(265-316)                              |                                                                                  |
| 陽平郡 （7）                                                                       | 館陶縣 ↓ 元城縣      | 清淵縣   | 今河北省館陶縣北           | 陽平郡(265-316)                              |                                                                                  |
| 陽平郡 （7）                                                                       | 館陶縣 ↓ 元城縣      | 東武陽縣 | 今山東省莘縣南             | 陽平郡(265-316)                              |                                                                                  |
| 陽平郡 （7）                                                                       | 館陶縣 ↓ 元城縣      | 陽平縣   | 今山東省莘縣               | 陽平郡(265-316)                              |                                                                                  |
| 陽平郡 （7）                                                                       | 館陶縣 ↓ 元城縣      | 發干縣   | 今河北省冠縣東             | 陽平郡(265-266?)→(廢縣)→陽平郡(？-316)       | 晉初廢縣，太康年間（280-289）復置。                                              |
| 陽平郡 （7）                                                                       | 館陶縣 ↓ 元城縣      | 樂平縣   | 今河北省冠縣東             | 陽平郡(265-266?)→(廢縣)→陽平郡(？-316)       | 晉初廢縣，太康年間（280-289）復置。                                              |
| 魏郡 （8）                                                                         | 臨漳縣               | 臨漳縣   | 今河北省磁縣北             | 魏郡(265-316)                                | 曹魏為鄴縣，建興元年（313年）更名臨漳縣。                                        |
| 魏郡 （8）                                                                         | 臨漳縣               | 魏縣     | 今河北省大名縣西           | 魏郡(265-316)                                |                                                                                  |
| 魏郡 （8）                                                                         | 臨漳縣               | 斥丘縣   | 今河北省臨漳縣東           | 魏郡(265-316)                                |                                                                                  |
| 魏郡 （8）                                                                         | 臨漳縣               | 蕩陰縣   | 今河北省蕩陰縣             | 魏郡(265-316)                                |                                                                                  |
| 魏郡 （8）                                                                         | 臨漳縣               | 內黃縣   | 今河南省內黃縣西           | 魏郡(265-316)                                |                                                                                  |
| 魏郡 （8）                                                                         | 臨漳縣               | 黎陽縣   | 今河南省浚縣東             | 魏郡(265-316)                                |                                                                                  |
| 魏郡 （8）                                                                         | 臨漳縣               | 長樂縣   | 今河南省安陽市東           | 魏郡(？-316)                                 | 晉初分內黃縣置。                                                                 |
| 魏郡 （8）                                                                         | 臨漳縣               | 安陽縣   | 今河南省安陽市             | 魏郡(？-316)                                 | 晉初分湯陰縣置。                                                                 |
| 滎陽郡 （8）                                                                       | 滎陽縣               | 滎陽縣   | 今河南省滎陽市東北         | 河南郡(265-266)→滎陽郡(266-316)              |                                                                                  |
| 滎陽郡 （8）                                                                       | 滎陽縣               | 京縣     | 今河南省鄭州市西南         | 河南郡(265-266)→滎陽郡(266-316)              |                                                                                  |
| 滎陽郡 （8）                                                                       | 滎陽縣               | 密縣     | 今河南省新密市東南         | 河南郡(265-266)→陽翟郡(266)→滎陽郡(267?-316) |                                                                                  |
| 滎陽郡 （8）                                                                       | 滎陽縣               | 卷縣     | 今河南省原陽縣西           | 原武郡(265-266)→滎陽郡(266-316)              |                                                                                  |
| 滎陽郡 （8）                                                                       | 滎陽縣               | 陽武縣   | 今河南省原陽縣東南         | 原武郡(265-266)→滎陽郡(266-316)              |                                                                                  |
| 滎陽郡 （8）                                                                       | 滎陽縣               | 苑陵縣   | 今河南省新鄭市東北         | 河南郡(265-266)→滎陽郡(266-316)              |                                                                                  |
| 滎陽郡 （8）                                                                       | 滎陽縣               | 中牟縣   | 今河南省中牟縣             | 河南郡(265-266)→滎陽郡(266-316)              |                                                                                  |
| 滎陽郡 （8）                                                                       | 滎陽縣               | 開封縣   | 今河南省開封市北           | 河南郡(265-266)→滎陽郡(266-316)              |                                                                                  |
| 滎陽郡 （8）                                                                       | 滎陽縣               | 原武縣   | 今河南省原陽縣             | 原武郡(265-266)                              | 晉初廢縣。                                                                       |
| 上洛郡 （3）                                                                       | 上洛縣               | 上洛縣   | 今陝西省商洛市商州區       | 京兆郡(265-266)→上洛郡(266-316)              |                                                                                  |
| 上洛郡 （3）                                                                       | 上洛縣               | 商縣     | 今陝西省丹鳳縣             | 京兆郡(265-266)→上洛郡(266-316)              |                                                                                  |
| 上洛郡 （3）                                                                       | 上洛縣               | 盧氏縣   | 今河南省盧氏縣             | 弘農郡(265-266)→上洛郡(266-316)              |                                                                                  |
| 上洛郡 （3）                                                                       | 上洛縣               | 拒陽縣   | 今陝西省洛南縣境內         | 上洛郡(267-？)                               | 泰始三年（267年）分上洛縣置，太康年間（280-289）以前已廢縣。                     |
| 上洛郡 （3）                                                                       | 上洛縣               | 豐陽縣   | 今陝西省山陽縣             | 上洛郡(267-？)                               | 泰始三年（267年）分商縣置，因縣境有豐陽川而得名。太康年間（280-289）以前已廢縣。 |
| 汲郡 （6）                                                                         | 汲縣                 | 汲縣     | 今河南省新鄉縣東北         | 河內郡(265-266)→汲郡(266-316)                |                                                                                  |
| 汲郡 （6）                                                                         | 汲縣                 | 朝歌縣   | 今河南省淇縣               | 河內郡(265-266)→汲郡(266-316)                |                                                                                  |
| 汲郡 （6）                                                                         | 汲縣                 | 共縣     | 今河南省輝縣市             | 河內郡(265-266)→汲郡(266-316)                |                                                                                  |
| 汲郡 （6）                                                                         | 汲縣                 | 林慮縣   | 今河南省林州市             | 河內郡(265-266)→汲郡(266-316)                |                                                                                  |
| 汲郡 （6）                                                                         | 汲縣                 | 獲嘉縣   | 今河南省新鄉市西           | 河內郡(265-266)→汲郡(266-316)                |                                                                                  |
| 汲郡 （6）                                                                         | 汲縣                 | 脩武縣   | 今河南省獲嘉縣             | 河內郡(265-280?)→汲郡(280?-316)              |                                                                                  |
| 頓丘郡 （4）                                                                       | 頓丘縣               | 頓丘縣   | 今河南省內黃縣南           | 陽平郡(265-266)→頓丘郡(266-316)              |                                                                                  |
| 頓丘郡 （4）                                                                       | 頓丘縣               | 衛縣     | 今河南省清豐縣             | 陽平郡(265-266)→頓丘郡(266-316)              |                                                                                  |
| 頓丘郡 （4）                                                                       | 頓丘縣               | 繁陽縣   | 今河南省內黃縣北           | 魏郡(265-266)→頓丘郡(266-316)                |                                                                                  |
| 頓丘郡 （4）                                                                       | 頓丘縣               | 陰安縣   | 今河南省清豐縣北           | 魏郡(265-266)→頓丘郡(266-316)                |                                                                                  |

## 東晉
義熙十二年（416年）劉裕北伐，收復部分地區，東晉滅亡前夕，司州治虎牢（今河南省滎陽市西北汜水鎮），下領3郡、28縣。
| 東晉司州郡縣表（元熙元年‧西元419年）                               |        |                                                                                        | |
| 說明：「 」為東晉時期的僑郡或僑縣；「*」為東晉時期新置或復置的郡縣 |        |                                                                                        | |
| 郡名 （縣數）                                                      | 郡治   | 下轄縣名                                                                               | 備注 |
| 河南郡 （11）                                                      | 洛陽縣 | 洛陽縣、河南縣、鞏縣、緱氏縣、新城縣、梁縣、河陰縣、陸渾縣、#東垣縣、新安縣、*西東垣縣 | - 西晉末為漢趙攻陷，建武元年（317年）、永和五年（349年）、永和十二年（356年）及太元九年（384年）曾四度收復河南郡，皆數年後又失，義熙十二年（416年）劉裕北伐，收復河南郡。 - 移往其他州郡的縣份：成皋縣、陽翟縣。 - 帶#縣份為原河東郡轄縣。 - 新置縣份：西東垣縣。 - 廢棄縣份：陽城縣。 |
| 滎陽郡 （9）                                                       | 滎陽縣 | 滎陽縣、京縣、密縣、卷縣、陽武縣、苑陵縣、中牟縣、開封縣、#成皋縣                      | - 西晉末為石勒攻陷，太寧三年（325年）再次為石勒攻陷，升平年間（357-361）及太元十年（385年）曾收復滎陽郡，皆數年後又失，義熙十二年（416年）劉裕北伐，收復滎陽郡。 - 帶#縣份為原河南郡轄縣。                                                                                             |
| 弘農郡 （8）                                                       | 弘農縣 | 弘農縣、陝縣、宜陽縣、黽池縣、#盧氏縣、華陰縣、湖縣、曲陽縣                            | - 西晉末為石勒攻陷，太元十一年（386年）曾收復弘農郡，隆安元年（397年）又失，義熙十二年（416年）劉裕北伐，收復弘農郡。 - 帶#縣份為原上洛郡轄縣。 - 僑寄縣份：曲陽縣。 |
| 河北郡                                                             | 河北縣 | #河北縣                                                                                | - 後秦時置河北郡，義熙十三年（417年）劉裕北伐攻佔此郡，元熙元年（419年）棄守。 - 帶#縣份為原河東郡轄縣。 |
| 北河東郡                                                           | 蒲坂縣 | #蒲坂縣                                                                                | - 義熙十四年（418年）劉裕北伐攻佔蒲阪，設置北河東郡，元熙元年（419年）棄守。 - 帶#縣份為原河東郡轄縣。 |
| 上洛郡                                                             | 上洛縣 | 上洛縣、商縣                                                                           | - 西晉末為石勒攻陷，東晉時未再復郡。 - 移往其他州郡的縣份：盧氏縣。 |

## 出處
1. ↑  《晉書》卷14〈地理志上〉曰：「晉武帝太康元年，既平孫氏，凡增置郡國二十有三，省司隸置司州。」；《通典》卷171〈州郡一〉曰：「晉武帝太康元年平吳，分為十九州部：置司州，治洛陽。」；吳增僅《三國郡縣表》考證：「今考司州之名魏時屢見，……魏時司隸但通稱司州，至太康元年始定耳。」（《二十五史補編》第三冊，第9頁）
2. 1 2  《晉書》卷5〈孝懷帝紀〉：「（永嘉五年六月）丁酉，劉、王彌入京師。」
3. ↑  《宋書》卷36〈州郡志二·司州刺史〉：「司州刺史，漢之司隸校尉也。晉江左以來，淪沒戎寇，雖永和、太元王化暫及，太和、隆安還復湮陷。牧司之任，示舉大綱而已。縣邑戶口，不可具知。武帝北平關、洛，河南底定，置司州刺史，治虎牢，領河南、滎陽、弘農實土三郡。」
4. 1 2  《元和郡縣圖志》卷5〈河南道·河南府新安縣〉：「新安縣，本漢舊縣，屬弘農郡。晉改屬河南郡。」
5. 1 2  《宋書》卷28〈符瑞志中〉：「泰始元年十二月，白虎見弘農陸渾。」；孔祥軍《晉書地理志校注》第19頁注釋：「泰始元年時陸渾縣己移屬弘農郡。……遲於太康元年，陸渾縣復屬河南尹。」
6. 1 2 3 4 5 6 7  《晉書》卷5〈孝懷帝紀〉：「（永嘉二年）三月，東海王越鎮鄄城。劉元海侵汲郡，略有頓丘、河內之地。……秋七月甲辰，劉元海寇平陽，太守宋抽奔京師，河東太守路述力戰，死之。……（十一月）己酉，石勒寇鄴，魏郡太守王粹戰敗，死之。……（永嘉四年）五月，石勒寇汲郡，執太守胡寵。」卷104〈石勒載記上〉：「「建興元年，石季龍攻鄴三臺，鄴潰，劉演奔於稟丘，將軍謝胥、田青、郎牧等率三臺流人降于勒，勒以桃豹為魏郡太守以撫之。」
7. ↑  《太平寰宇記》卷53〈河北道·懷州修武縣〉：「故懷縣……兩漢河內郡并理之。晉移郡理于野王。」
8. ↑  《晉書》卷61〈茍晞傳〉：「懷城已陷，河內太守裴整為賊所執」；《資治通鑑》卷87：「〔永嘉四年〕秋，七月，漢楚王聰、始安王曜、石勒及安北大將軍趙國圍河內太守裴整于懷，詔征虜將軍宋抽救懷。勒與平北大將軍王桑逆擊抽，殺之；河內人執整以降，漢主淵以整為尚書左丞。」
9. ↑  《晉書》卷14〈地理志上〉：「滎陽郡，泰始二年置。」；《太平寰宇記》卷5〈鄭州〉：「晉泰始二年，分河南郡地置滎陽郡。」
10. ↑  《晉書》卷14〈地理志上〉：「上洛郡，泰始二年，分京兆南部置。」；《太平寰宇記》卷141〈山南西道·商州〉：「晉初改為京兆南部，後又立為上洛郡，即太始二年（原作「太始三年」））分京兆置上洛郡。」
11. ↑  《晉書》卷14〈地理志上〉：「汲郡，泰始二年置。」
12. ↑  《晉書》卷14〈地理志上〉：「頓丘郡，泰始二年置。」；《宋書》卷35〈州郡志一〉：「頓丘令，二漢屬東郡，魏屬陽平，晉武帝泰始二年，分陽平（原誤作淮陽）置頓丘郡。」
13. ↑  《太平寰宇記》卷5〈河南道·密縣〉：「晉太始二年分河南置陽翟郡，以密縣屬焉。」；孔祥軍《晉書地理志校注》第15頁注釋1：「泰始二年似分河南置陽翟郡，然《元和志》、《輿地廣記》皆言陽翟郡後魏置，則此郡似旋置旋廢。」
14. ↑  《太平寰宇記》卷5〈河南道·偃師縣〉：「偃師縣……周為畿內之邑，秦屬三川，漢屬河南，即今縣理是也，晉併入洛陽。」
15. ↑  《太平寰宇記》卷5〈河南道·偃師縣〉：「故穀城……西晉省併入河南。」
16. ↑  中華書局點校本《晉書》卷14〈地理志上〉注釋10：「汾陽公國相　畢校及方愷《新校晉書地理志》以後簡稱方校均謂『汾陽』當作『汾陰』。」；孔祥軍《晉書地理志校注》第27頁：「《左傳·文公六年》杜注河東郡有汾陰縣，《後魏志》：『汾陰，二漢、晉屬河東』，則『汾陽』似當作『汾陰』。」
17. ↑  《輿地廣記》卷11〈河北西路〉：「漢武帝建元四年置，屬廣平國，東漢屬鉅鹿郡，晉省之。」
18. ↑  《元和郡縣圖志》卷16〈河北道一〉：「晉以懷帝諱，改鄴為臨漳縣，石季龍徙都之，復改為鄴縣。」
19. ↑  《元和郡縣圖志》卷16〈河北道·相州內黃縣〉：「堯城縣，本漢內黃地，晉於此置長樂縣。」
20. ↑  《元和郡縣圖志》卷16〈河北道·相州安陽縣〉：「漢初廢，以其地屬湯陰縣。晉於今理西南三里置安陽縣，屬魏郡。」
21. ↑  《太平寰宇記》卷141〈山南西道·商州洛南縣〉：「晉太始三年分上洛地，於今縣東北八十里置拒陽縣，屬上洛郡，尋省。」
22. ↑  《太平寰宇記》卷141〈山南西道·商州豐陽縣〉：「晉太始三年分商縣之地置豐陽縣。因豐陽川以為名，尋廢。」
23. 1 2  《宋書》卷36〈州郡志二·司州刺史〉：「河南領洛陽、河南、鞏、緱氏、新城、梁、（並漢舊縣。）河陰、（《晉太康地志》有。）陸渾、（漢舊縣，屬弘農，《晉太康地志》屬河南。）東垣、（二漢、《晉太康地志》、何有垣縣。）新安、（二漢屬弘農，《晉太康地志》屬河東。）西東垣，（新立。）凡十一縣。」
24. 1 2  《宋書》卷36〈州郡志二·司州刺史〉：「滎陽領京、密、滎陽、卷、陽武、苑陵、中牟、開封、成皋，（並漢舊縣。屬河南。）凡九縣。」
25. 1 2  《宋書》卷36〈州郡志二·司州刺史〉：「弘農領弘農、陝、宜陽、黽池、盧氏、（並漢舊縣。）曲陽，（前漢屬東海，後漢屬下邳，《晉太康地志》無。）凡七縣。」
26. ↑  《資治通鑑》卷118：「檀道濟、沈林子自陝北渡河，拔襄邑堡，秦河北太守薛帛奔河東。」胡三省注：「襄邑堡在河北郡河北縣，漢、晉屬河東郡，秦分立河北郡。」
27. ↑  《宋書》卷51〈宗室傳·劉遵考〉：「〔劉遵考〕隨高祖北伐。時高祖諸子竝弱，宗室唯有遵考。長安平定，以督并州、司州之北河東、北平陽、北雍州之新平、安定五郡諸軍事、輔國將軍、并州刺史，領河東太守，鎮蒲阪。」

### 書籍
- 吳增僅，《三國郡縣表》，上海：開明書局，1937
- 李錫甫，《漢晉城陽郡沿革考》，國立編譯館館刊第6卷第一期，1977
- 劉琳，《華陽國志校注》，成都：巴蜀書社，1984
- 李曉杰，《東漢政區地理》，北京：人民出版社，1987
- 胡阿祥，《六朝疆域與政區研究》（增訂本），北京：學苑出版社，2005
- 錢儀吉、楊晨，《三國會要》，上海：上海古籍出版社，2006
- 陳健梅，《孫吳政區地理研究》，長沙：岳麓書社，2007
- 孔祥軍，《三國政區地理研究》，南京：南京大學歷史系，2007
- 任乃強，《華陽國志校補圖注》，上海：上海古籍出版社，2009
- 孔祥軍，《晉書地理志校注》，北京：新世界出版社，2012
- 胡阿祥、孔祥軍、徐成合著，《中國行政區劃通史·三國兩晉南朝卷》，上海：復旦大學出版社，2014
- 范曄，《後漢書》，維基文庫
- 房玄齡，《晉書》，維基文庫
- 沈約，《宋書》，維基文庫
- 魏收，《魏書》，維基文庫
- 李吉甫，《元和郡縣圖志》，維基文庫
- 樂史，《太平寰宇記》，維基文庫
- 歐陽忞，《輿地廣記》，維基文庫
- 酈道元，《水經注》，維基文庫